# Otto Pies

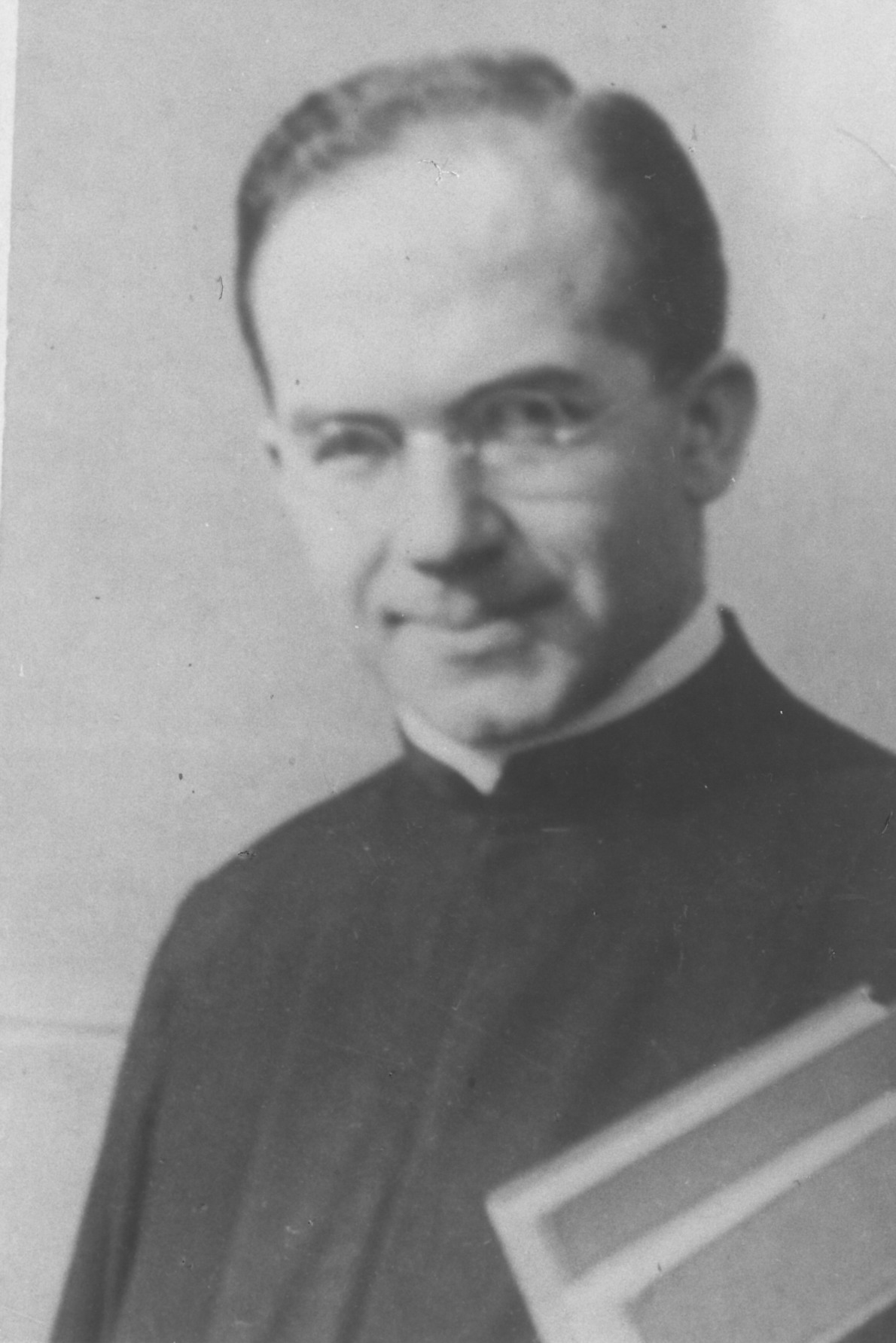
Pater Otto Pies

Otto Pies SJ (* 26. April 1901 in Arenberg bei Koblenz; † 1. Juli 1960 in Mainz) war ein deutscher römisch-katholischer Priester, Mitglied der Ordensgemeinschaft der Jesuiten und entschiedener Kritiker des Nationalsozialismus. Während seines gesamten Wirkens war sein Hauptaufgabenfeld die geistliche Begleitung von Priester- und Ordensberufen.

## Leben
Otto Pies trat 1920 der Ordensgemeinschaft der Jesuiten bei. Nach dem Studium der Katholischen Theologie und Philosophie empfing er 1930 die Priesterweihe. 1933 wurde er Novizenmeister der ostdeutschen Provinz in Mittelsteine. Nach Konflikten mit den Nationalsozialisten wurde er 1941 im Konzentrationslager Dachau interniert und bis März 1945 festgehalten.
Otto Pies war im Pfarrerblock in Dachau untergebracht. Dort war er der geistliche Begleiter des mitgefangenen katholischen Diakons Karl Leisner, dessen heimliche Priesterweihe durch den dort ebenfalls inhaftierten französischen Bischof Gabriel Piguet er maßgeblich förderte. Hingebungsvoll half er erkrankten Häftlingen. Nach seiner eigenen KZ-Entlassung im Frühjahr 1945 hielt er sich weiterhin in der Nähe von Dachau auf, um von dort tatkräftig an der Befreiung und anschließenden Versorgung seiner weiterhin inhaftierten und schließlich beim Anrücken der US-Armee von der SS aus dem KZ evakuierten geistlichen Mitbrüder mitzuwirken.
1954 wurde er Instruktor des Terziats und Rektor von Haus Sentmaring, dem Altenheim der Jesuiten in Münster. Durch seine Schriften leistete Otto Pies einen bedeutsamen Beitrag zum Seligsprechungsverfahren für Karl Leisner.
Seine gemeinsam mit geistlichen Mithäftlingen im KZ Dachau entwickelten Gedanken und Ideen zur Rolle getaufter Christen während der nationalsozialistischen Schreckensherrschaft haben zur Wiedereinführung des Ständigen Diakonats in der katholischen Kirche durch das Zweite Vatikanische Konzil und damit zu einer Veränderung der sozialen Handlungsgestalt der katholischen Kirche im 20. Jahrhundert beigetragen.

## Werke
- Stephanus heute – Karl Leisner, Priester und Opfer. Verlag Dr. Eke Pies, Sprockhövel 2008, ISBN 978-3-928441-69-8.
- Als Herausgeber: Im Herrn – Gebete im Geist des königlichen Priestertums. Herder, Freiburg 1954.